# Стародоронінське
Стародоро́нінське (рос. Стародоронинское) — село у складі Ульотівського району Забайкальського краю, Росія. Входить до складу Доронінського сільського поселення.

## Історія
2013 року село було виділено зі складу села Доронінське. В радянські часи існувало окремо село Старе Доронінське.